# Seznam alžirskih nogometašev
Seznam alžirskih nogometašev.

## A
- Hocine Achiou
- Rachid Aït-Atmane
- Nassim Akrour
- Salim Aribi

## B
- Nadir Belhadj
- Djamel Belmadi
- Samir Beloufa
- Ali Benarbia
- Mohamed Benhamou
- Yacine Bezzaz
- Hameur Bouazza
- Madjid Bougherra
- Mansour Boutabout

## C
- Faouzi Chaouchi
- Abdelmalek Cherrad

## D
- Rafik Djebbour

## F
- Farès Fellahi

## G
- Lounès Gaouaoui
- Abdelkader Ghezzal

## H
- Fodhil Hadjadj
- Rafik Halliche
- Moulay Heddou

## K
- Nasreddine Kraouche

## L
- Khaled Lemmouchia

## M
- Rabah Madjer
- Maamar Mamouni
- Yazid Mansouri
- Karim Matmour
- Mourad Meghni
- Mehdi Méniri
- Hicham Mezair

## O
- Abdelnacer Ouadah

## R
- Slimane Raho

## S
- Rafik Saifi
- Hillal Soudani

## Y
- Antar Yahia
- Hassan Yebda

## Z
- Brahim Zafour
- Samir Zaoui
- Karim Ziani